# Понте деле Скијете (Белуно)
Понте деле Скијете (итал. Ponte delle Schiette) је насеље у Италији у округу Белуно, региону Венето.
Према процени из 2011. у насељу је живело 38 становника. Насеље се налази на надморској висини од 380 м.